# Iglesia de San Bartolomé Apóstol (Sierra Engarcerán)
La iglesia parroquial de San Bartolomé Apóstol de Sierra Engarcerán, en la comarca de la Plana Alta, es un templo católico catalogado, de manera genérica, Bien de Relevancia Local según la Disposición Adicional Quinta de la Ley 5/2007, de 9 de febrero, de la Generalitat, de modificación de la Ley 4/1998, de 11 de junio, del Patrimonio Cultural Valenciano (DOCV Núm. 5.449 / 13/02/2007); con el código: 12.05.105-001.

## Descripción

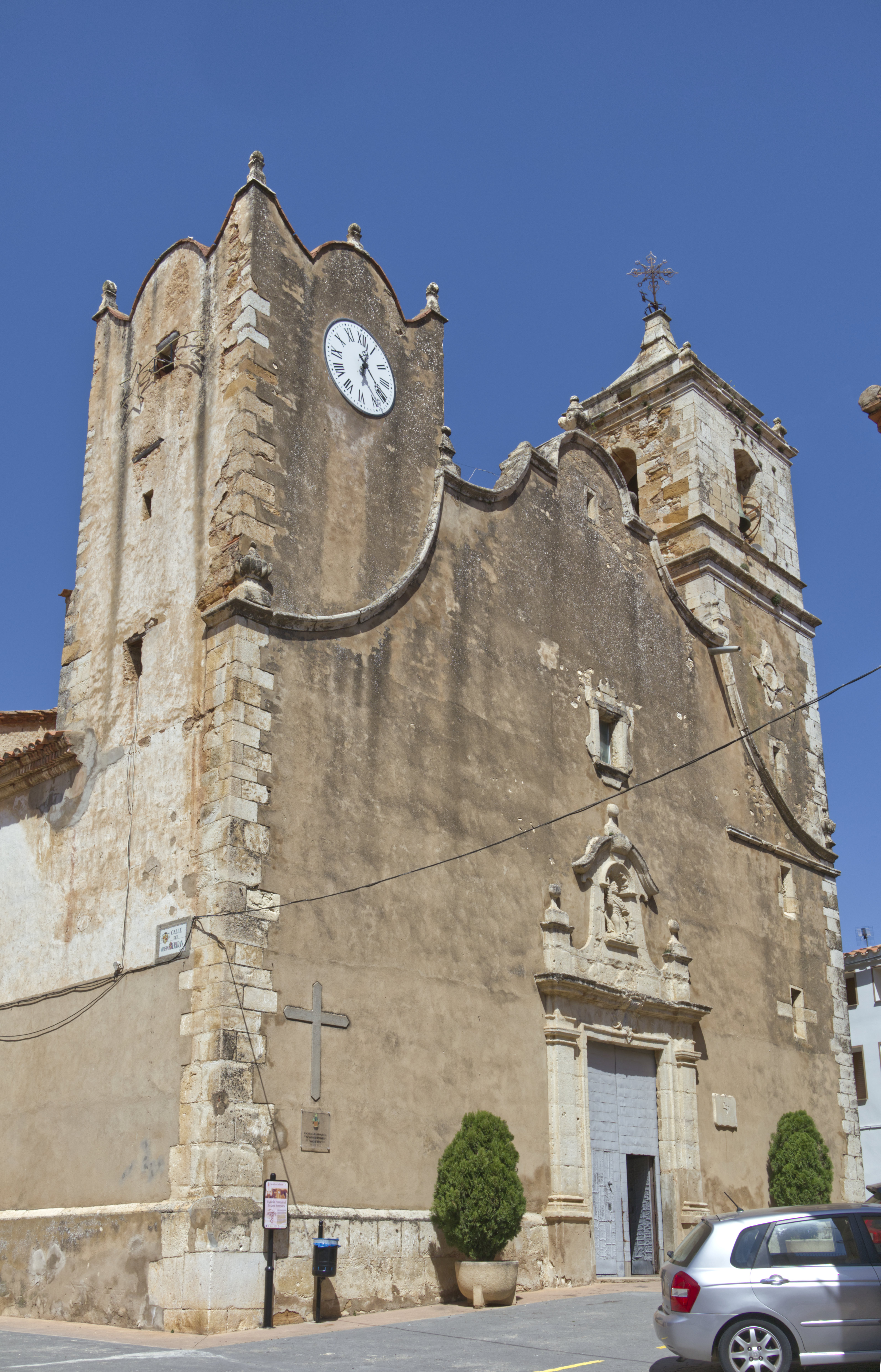
Fachada de la iglesia

La iglesia se ubica en el centro del pueblo, en la calle Obispo Beltrán. La actual parroquia no es la iglesia más antigua del pueblo, ya que esta última se cree debía estar ubicada en la calle Abadía, presentando su fachada sur al cementerio. De este templo antiguo se sabe que durante la visita pastoral que el obispo realizó en el año 1423, existía un altar mayor dedicado a San Bartolomé y otros altares laterales dedicados a Santa María y San Gregorio.
El edificio actual data del siglo XVI y se buscó para dirigir las obras al maestro francés Pere Bagués, el cual murió antes de acabar las obras, que fueron continuadas por el maestro picapedrero Llatzer de Renyaga, de quien se sabe trabajó también en la construcción de la  Ermita de Nuestra Señora de los Ángeles de San Mateo (Castellón).
El edificio padeció problemas de humedades desde muy pronto, los cuales se hicieron muy notables en 1619, ya que podían observarse en la fachada norte, cosa que llevó a realizar varias intervenciones y a modificar el aspecto externo del templo recientemente erigido y que le confirió su estructura externa actual.
En el interior del templo trabajaron escultores y artistas de la época, como el escultor Vicente Candau responsable del presbiterio datado de 1764.
Las obras del templo finalizaron de forma definitiva en 1767, año en el que durante la celebración del día de San Joaquín, 26 de julio, se celebró en el templo una Eucaristía por primera vez, que fue seguida por una procesión con todos los honores.
La iglesia parroquial mantiene un archivo que data del siglo XVI y que está censado en el Censo-Guía de Archivos de España e Iberoamérica.